# عرق متوسطي

العرق المتوسطي أو العنصر الأبيض الأوسطي أو العنصر الأبيض المتوسطي هو تصنيف نسبة لحوض البحر الأبيض المتوسط كان أحد الفئات الفرعية الثلاث التي قسم علماء الأنثروبيولوجيا العرق القوقازي وسكان أوروبا إليها في أواخر القرن التاسع عشر وأوائل القرن العشرين. ووفقاً لكتاب أعراق أوروبا "The Races of Europe" للأكاديمي الأمريكي وليام زد ريبلي "William Z. Ripley".
ويعتقد أن العرق المتوسطي انتشر في أوروبا الجنوبية وأجزاء من شرقي أوروبا وشمال أفريقيا وغرب آسيا و شمال الهند. كذلك أجزاء من ويلز وإنجلترا واسكتلندا وآيرلندا. وتميز بقصر وتوسط القامة وجمجمة معتدلة الحجم، شعر داكن، عيون داكنة وبشرة برونزية.